# Encadenados
Encadenados è una raccolta della cantante italiana Mina, pubblicata nel 2022 dalla PDU.
La raccolta è stata pubblicata su vinile, su nastro analogico e – a partire dal 12 dicembre 2022 – anche su chiavetta USB.

## Descrizione
L'album presenta otto canzoni, rimasterizzate, tratte dal disco Nostalgias pubblicato solo in Spagna (nel 1998). In seguito Puro teatro e Somos novios sono state inserite nella raccolta Colección latina del 2001 mentre Hoy, De acuerdo e Lo se sono state inserite nella raccolta Riassunti d'amore, Mina straniera del 2009. Nostalgias, in una versione differente da quella presente in Lochness del 1993, è inedita per l'Italia.
Hoy, De acuerdo e Lo se sono le versioni in spagnolo delle canzoni Noi (duetto con Massimo Lopez), Va bene, va bene così di Vasco Rossi e Fosse vero, presenti nel doppio album Canarino mannaro del 1994. Porque tu me acostumbraste e la title track sono state pubblicate per la prima volta in Pappa di latte del 1995.

## Tracce

### LP
Lato A
1. Puro teatro – 4:01 (Tite Curet Alonso)
2. Porque tú me acostumbraste – 4:15 (Frank Domínguez)
3. Somos novios – 4:31 (Armando Manzanero)
4. Hoy (Noi) – 5:18 (testo: Alberto Garcia Demestres (testo spagnolo), Mauro Santoro (testo italiano originale) – musica: Mauro Santoro)

Lato B
1. Encadenados – 4:12 (Carlos A. Briz)
2. Lo sé (Fosse vero) – 4:18 (testo: Alberto Garcia Demestres (testo spagnolo), Alberto De Martini (testo italiano originale) – musica: Massimiliano Pani)
3. De acuerdo (Va bene, va bene così) – 5:26 (testo: Alberto Garcia Demestres (testo spagnolo), Vasco Rossi (testo italiano originale) – musica: Roberto Casini, Domenico Camporeale)
4. Nostalgias – 5:03 (Enrique Cadícamo, Juan Carlos Cobián)